# 死亡面具
死亡面具是以石膏或蠟將死者的容貌保存下來的塑像。

## 概說
死亡面具通常是為了保存對死者的回憶，或是為了將來製作肖像畫的資料而製作，偶爾也有就直接於死亡面具上著色後製成肖像的情況。此外也有處死的死刑犯留下死亡面具的情況。
17世紀的個人雕像有一部分就是直接使用死亡面具，並裝飾在告別式的禮堂中，這種風潮廣及一般普羅大眾。18世紀至19世紀時則用作確認遺體身份，直到後來以攝影等方式取代。
直到現在，死亡面具依舊在顱相學、民俗學和考古學中，用於各種科學和偽科學的用途。

## 人物
歷史上，曾留下死亡面具的名人包括：
- 奥利弗·克伦威尔
- 拿破仑一世[1]
- 拿破仑三世
- 本傑明·迪斯雷利
- 海因里希·希姆萊
- 艾薩克·牛頓
- 小林多喜二：由親友千田是也所製作，現在小樽文學館展示。[2]
- 森鷗外：於鷗外記念本鄉圖書館展示。
- 犬養毅[3]
- 夏目漱石：由漱石的弟子們製作，現在於神奈川近代文學館中保存，並未對外展示。
- 溝口健二
- 塞納河的無名少女
- 鲁迅
- 约瑟夫·维萨里奥诺维奇·斯大林
- 但丁·阿利吉耶里
- 湯瑪斯·潘恩

## 其他
- 在作家丹·布朗2013年小說《地狱》當中，但丁的死亡面具是重要的劇情線索之一。

## 多媒體

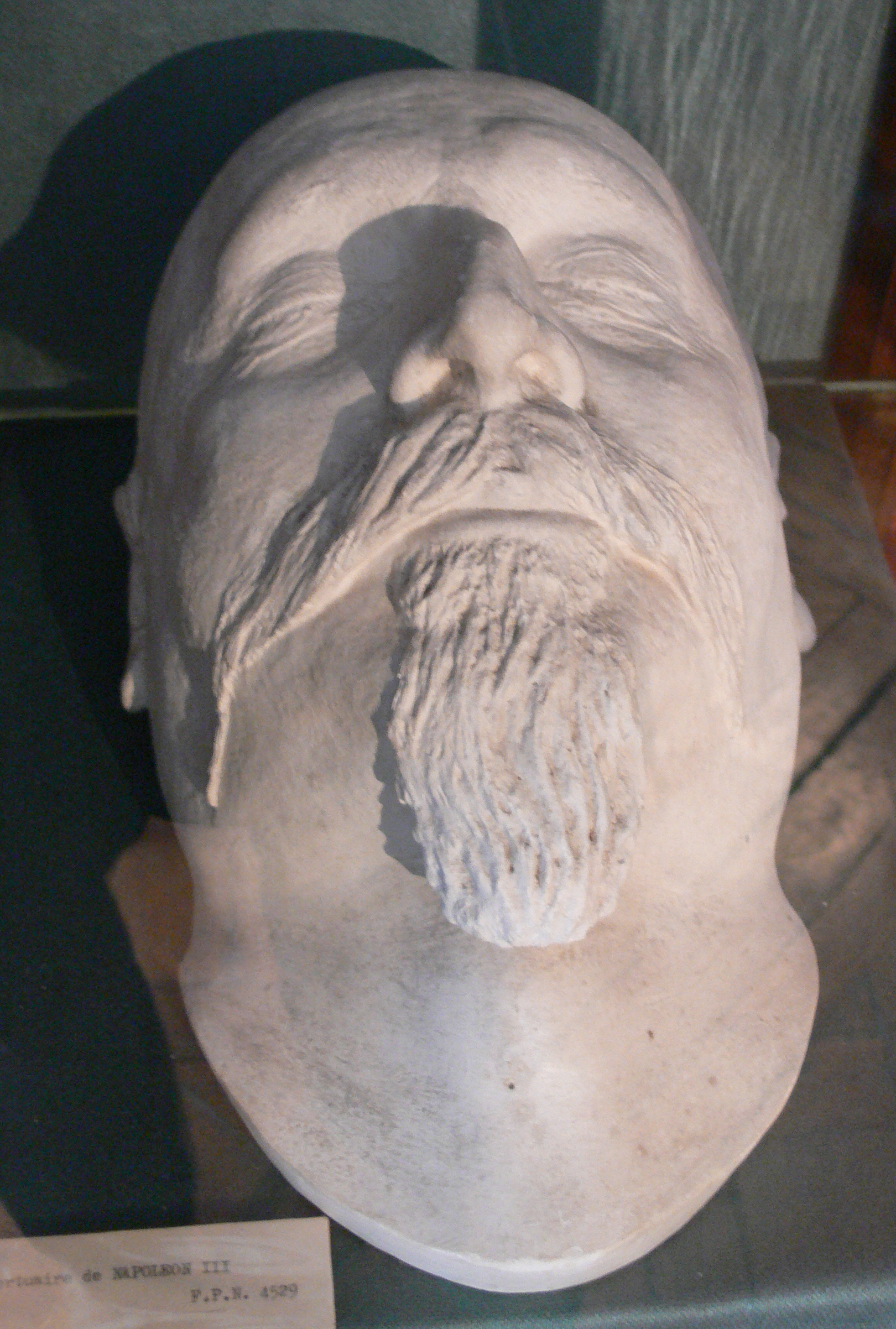
拿破仑三世
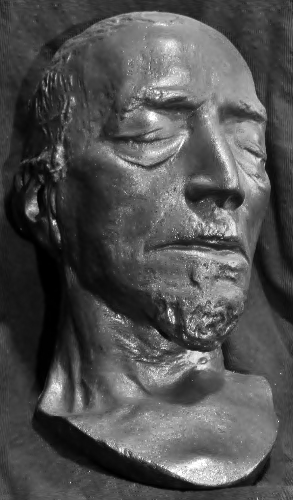
本傑明·迪斯雷利
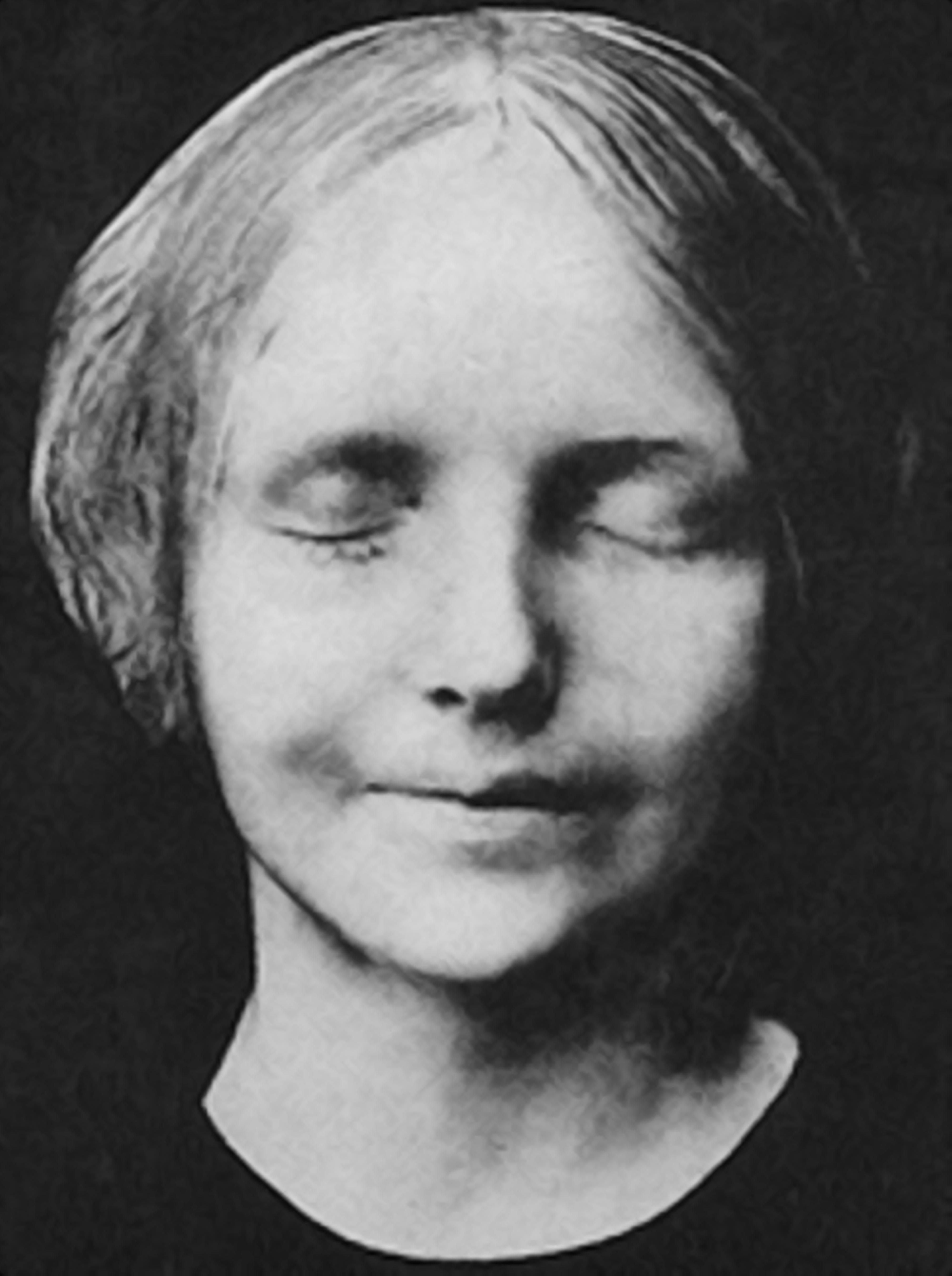
塞納河的無名少女
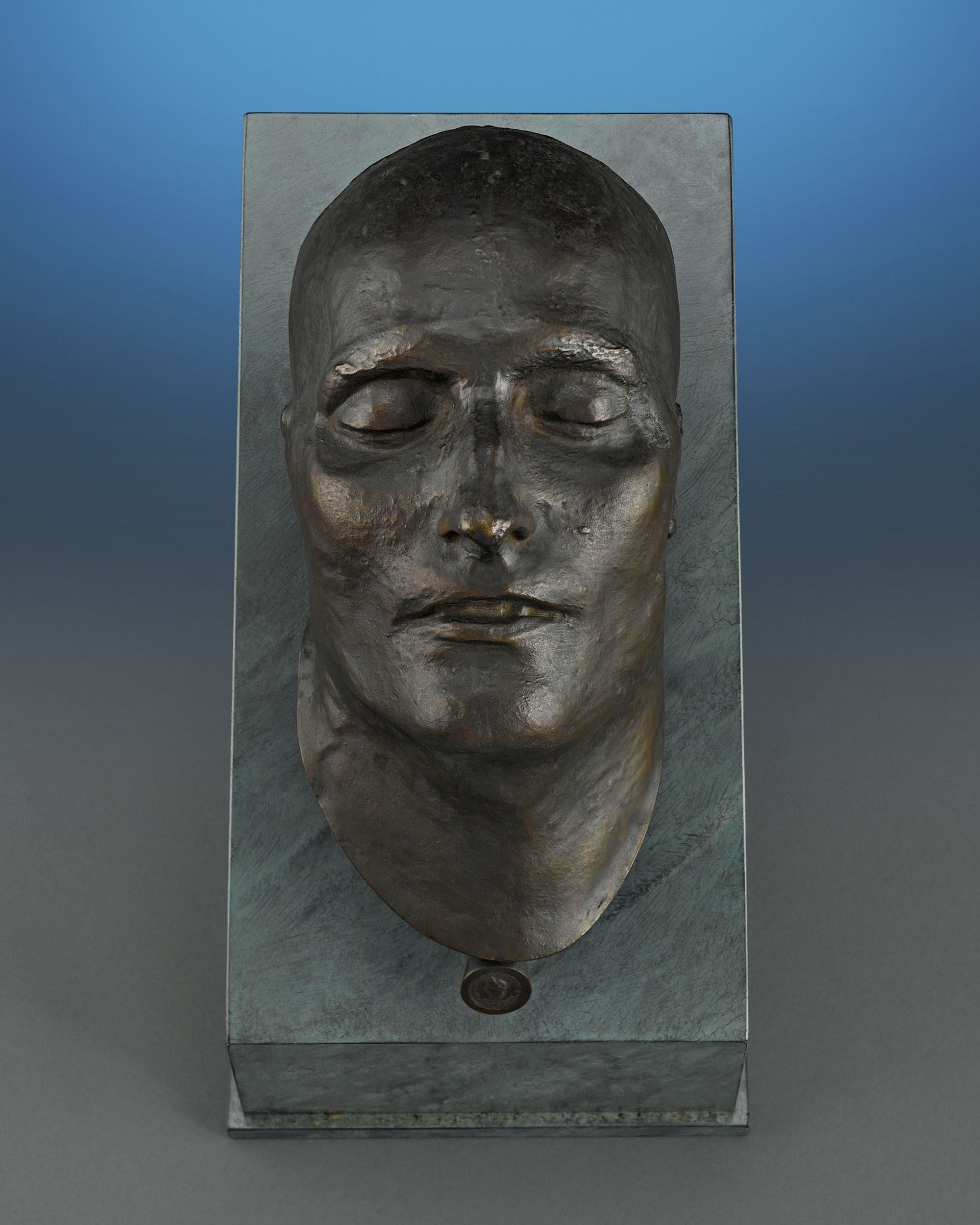
拿破仑一世
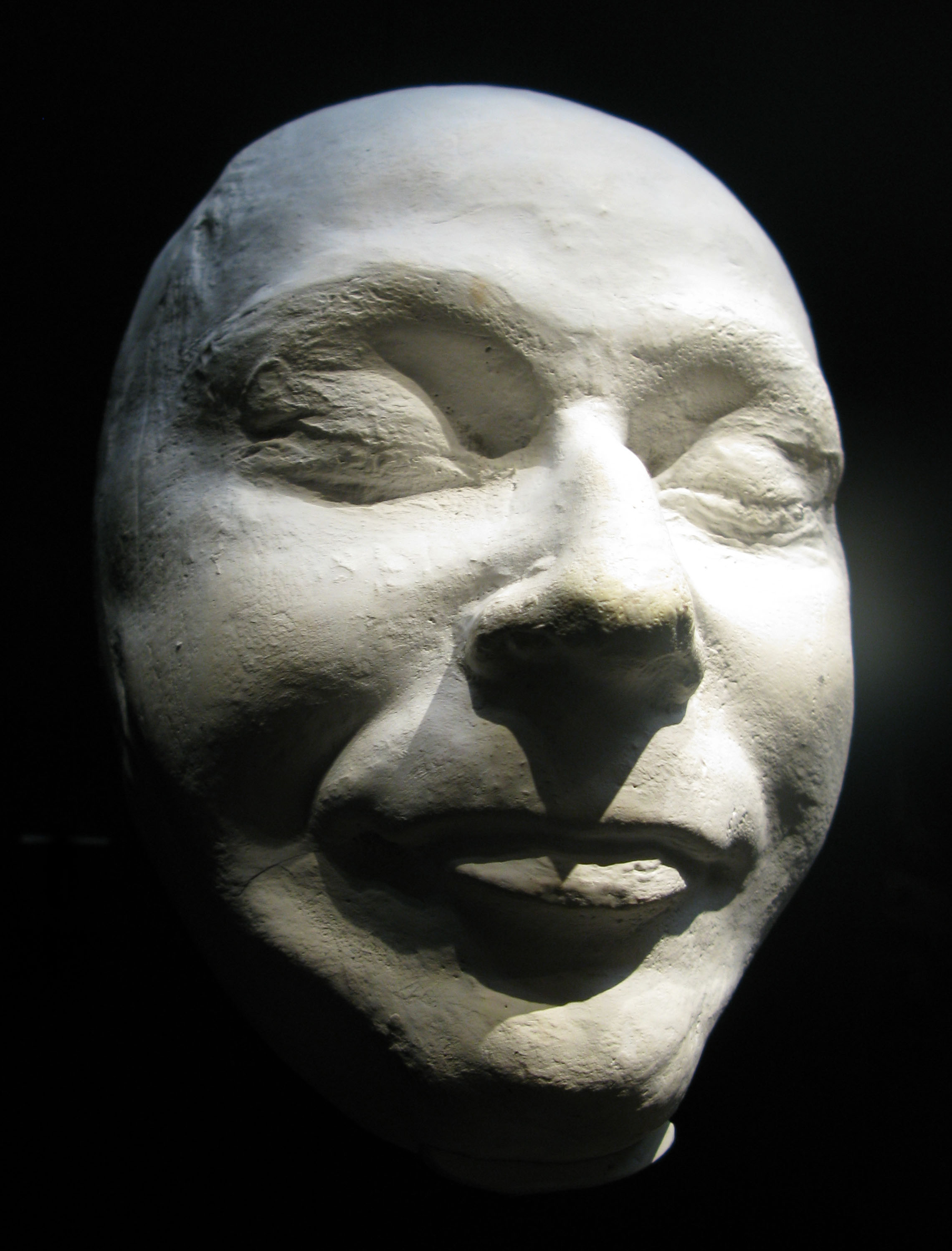
海因里希·希姆莱

## 外部連結
- Laurence Hutton Collection of Life and Death Masks
- Virtual Museum of Death Mask (English)